# Tommy Haas
Thomas Mario „Tommy“ Haas (* 3. April 1978 in Hamburg) ist ein ehemaliger deutscher Tennisspieler und jetziger Tennisfunktionär, der auch die US-amerikanische Staatsbürgerschaft besitzt.

## Kindheit und Jugend
Thomas Haas wurde 1978 in Hamburg als Sohn des aus Graz stammenden ehemaligen Vizeeuropameisters im Judo, Peter Haas, geboren, seine Mutter ist Deutsche. Er begann das Tennisspielen im Alter von vier Jahren und spielte für die Hamburger Vereine Klipper THC sowie TC Vier Jahreszeiten. 1989 wurde er Norddeutscher U12-Meister. Nach dem Umzug nach Süddeutschland wurde Haas Mitglied des TC Freising. Mit 13 Jahren begab er sich in die Tennisakademie zu Nick Bollettieri in Bradenton, Florida, wo er auch lebte. Die Ausbildung verlief sehr erfolgreich. Haas war unter anderem längere Zeit Einspielpartner von Andre Agassi, erreichte den elften Platz der Juniorenweltrangliste, gewann sowohl Doppel- als auch Einzeltitel und war auch bei den Grand-Slam-Turnieren der Junioren unter den Besten. 1992 gewann er den Orange Bowl, die inoffizielle Junior-Weltmeisterschaft. 1996 schloss er die High School in Bradenton ab.
Finanziert wurde seine Ausbildung (und die seiner Schwester Sabine) von einem Sponsorenpool (TOSA Tennistalentförderung GmbH), dem im Gegenzug eine Beteiligung von 15 % der späteren Einnahmen (bis 2004) zugesichert wurde. Dieses Modell hatte sein Vater 1985 aufgelegt. Als Tommy Haas bereits 1999 die Zahlungen einstellte, gingen seine Sponsoren vor Gericht und setzten 2003 in letzter Instanz eine Zahlung von über 500.000 € durch.

## Tenniskarriere

### Die ersten Profijahre (1997–1999)
Auf der ATP World Tour machte er erstmals 1997 auf sich aufmerksam, als er das Halbfinale von Hamburg erreichte. Nach zahlreichen Verletzungsproblemen 1998 schaffte Haas 1999 den vorläufigen Durchbruch. Im Januar erreichte er nach starken Leistungen das Halbfinale der Australian Open, wo er jedoch Jewgeni Kafelnikow glatt in drei Sätzen unterlag. Im Frühjahr gewann Haas in Memphis sein erstes ATP-Turnier. Bis kurz vor Ende der Saison konnte Haas sich Hoffnungen machen, sich für die ATP-WM in Hannover zu qualifizieren, was aber nicht gelingen sollte. Dafür erreichte er das Finale des Grand-Slam-Cups in München, verlor dort aber in vier Sätzen gegen Greg Rusedski.

### Auf und Ab: von Olympia bis zur Verletzungspause (2000–2003)
Im Jahr 2000 errang Haas bei den Olympischen Spielen in Sydney nach einem knapp verlorenen Fünfsatz-Finalmatch gegen Jewgeni Kafelnikow die Silbermedaille im Tennis-Einzel.
2001 spielte Haas seine bis dahin beste Saison. Nach dem Turniersieg in Stuttgart im Oktober konnte er sich erneut große Hoffnungen auf das Erreichen des ATP-Masters machen. Die Entscheidung darüber fiel beim Masters-Turnier in Paris. Dort unterlag Haas im Halbfinale Sébastien Grosjean, der auch den Titel gewann. Damit war Grosjean für das Masters qualifiziert, Haas blieb nur die Rolle des Ersatzspielers.
2002 erreichte Haas wie schon 1999 das Halbfinale der Australian Open. Nach einer 2:1-Satzführung unterlag er dem Russen Marat Safin aber noch in fünf Sätzen. Im Mai 2002 stand Haas auf Platz zwei der Weltrangliste, seine beste Platzierung. Es folgten jedoch schwierige Monate. Bei einem Motorradunfall im Sommer 2002 wurden seine Eltern schwer verletzt; sein Vater lag daraufhin wochenlang im Koma, wurde aber wieder gesund.
Zudem musste Haas die gesamte Saison 2003 wegen Schulterproblemen pausieren. In dieser Zeit ließ er sich zweimal an der Schulter operieren.

### Comeback und Rückkehr an die Weltspitze (2004–2006)

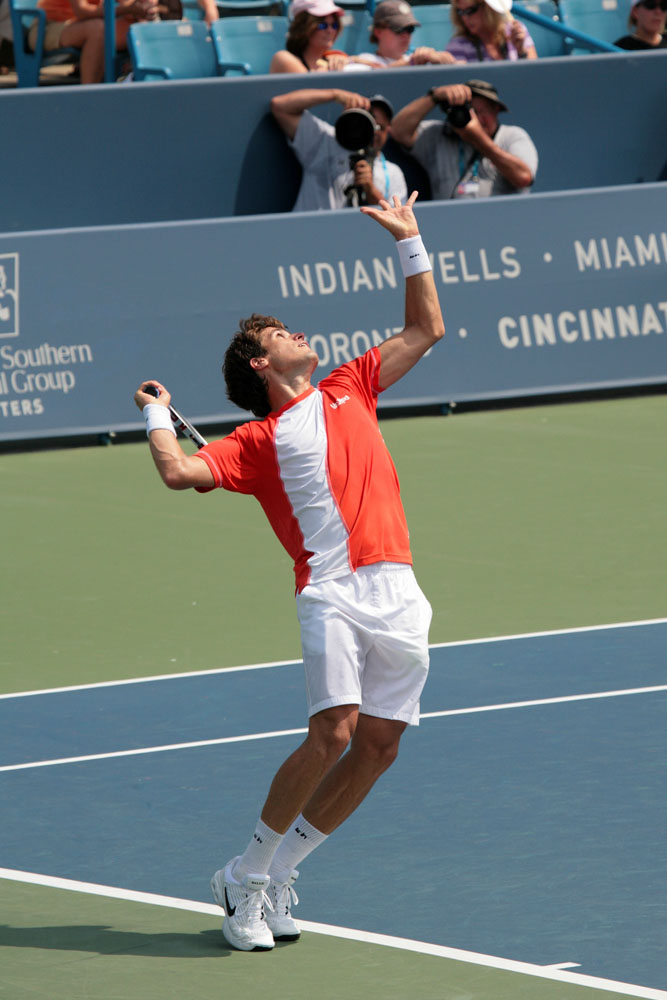
Tommy Haas, 2006

Nach 15-monatiger Verletzungspause gab Haas Anfang Februar 2004 sein Comeback auf der ATP-Tour. Die Verletzungspause von 467 Tagen ist die längste, nach der es im Herrentennis bisher eine Rückkehr in den Wettkampfsport gegeben hat. Am 19. April 2004 stand Haas in Houston erstmals seit 23 Monaten wieder in einem Finale, das er gegen Andy Roddick mit 6:3 und 6:4 gewann. Im Juli 2004 gewann Haas seinen siebten Einzeltitel in Los Angeles. Im ersten rein deutschen ATP-Finale seit 1994 (damals spielten Zoecke-Dreekmann in Sun City) bezwang er Nicolas Kiefer mit 7:6 und 6:4.
Nach einer mäßigen Saison 2005, in der er mit der deutschen Mannschaft immerhin Weltmeister beim World Team Cup in Düsseldorf wurde, trennte sich Haas Ende des Jahres von seinem Trainer David Red Ayme. Er wurde ab dann von Thomas Högstedt betreut.
In der Saison 2006 konnte Haas, nachdem er bei den Australian Open den Weltranglistenersten und späteren Turniersieger Roger Federer über die volle Distanz von fünf Sätzen hatte zwingen können, drei Turniererfolge erreichen. Anfang April stand er im Halbfinale von Houston. Aufgrund einer Handgelenksverletzung verpasste er aber seinen dritten Turniersieg der Saison. Bei den US Open konnte Haas gleich zwei Partien in Folge im Tie-Break des fünften Satzes zu seinen Gunsten entscheiden: in der dritten Runde gegen Robby Ginepri mit 7:61, 6:4, 3:6, 3:6, 7:61 und dann im Achtelfinale nach einem dramatischen, umkämpften Spiel gegen den Russen Marat Safin mit 4:6, 6:3, 2:6, 6:2, 7:65. Im Viertelfinale schied er dann gegen dessen Landsmann Nikolai Dawydenko aus, gegen den Haas sein drittes Fünfsatzmatch innerhalb von nur vier Tagen mit 6:4, 7:63, 3:6, 4:6, 4:6 verlor.
Beim Davis-Cup-Relegationsspiel gegen Thailand erwischte er einen schlechten Tag. Er verlor gegen den eher unbekannten Danai Udomchoke in fünf Sätzen. Sein zweites Einzel sagte er ab.
Am Ende der Saison 2006 hatte er die Möglichkeit, sich für den Masters-Cup in Schanghai zu qualifizieren. Wieder einmal war Paris der Dreh- und Angelpunkt. Er hätte das Turnier gewinnen müssen, schied aber nach starken Vorstellungen (er schlug u. a. die damalige Nummer neun der Welt, James Blake) im Halbfinale gegen Dominik Hrbatý aus, da er wegen einer Magen-Darm-Grippe aufgeben musste.

### Das Jahr 2007
Das Jahr 2007 begann für Haas mit einer kleinen Enttäuschung. Beim Einladungsturnier in Kooyong (Australien), einem Vorbereitungsturnier für die Australian Open, konnte er keines seiner drei Spiele gewinnen und wurde Letzter. Zudem blieb er ohne jeglichen Satzgewinn. Doch mit Beginn der Australian Open wurde Haas stärker und spielte sich ohne Satzverlust in das Achtelfinale. Dort besiegte er den Argentinier David Nalbandian mit 3:1 nach Sätzen und blieb damit auch im dritten Vergleich gegen den Argentinier ungeschlagen. Im Viertelfinale traf er auf seinen bisherigen Angstgegner Dawydenko, den er in fünf Sätzen (6:3, 2:6, 1:6, 6:1, 7:5) bezwang. Haas zog mit diesem Sieg nach 1999 und 2002 zum dritten Mal in das Halbfinale von Melbourne ein, wo er auf Fernando González traf, gegen den er dann in drei glatten Sätzen (1:6, 3:6, 1:6) unterlag. Ende Januar 2007 stand er nach viereinhalb Jahren wieder in den Top Ten der Weltrangliste.
In der ersten Daviscup-Runde gegen Kroatien gewann er seine beiden Einzel gegen Mario Ančić und Ivan Ljubičić und führte Deutschland ins Viertelfinale gegen Belgien. Am 25. Februar 2007 gelang Haas der elfte Turniersieg seiner Karriere. In Memphis schlug er im Finale Andy Roddick nach nur 62 Minuten klar mit 6:2 und 6:3; damit durfte er sich nach 1999 und 2006 bereits zum dritten Mal in die Siegerliste des Turniers eintragen. Im Davis-Cup-Viertelfinale gegen Belgien im April gewann er sein erstes Einzel gegen Kristof Vliegen mit 6:7, 7:5, 6:4, 6:2.
Beim ATP-Turnier in Rom erlitt Haas in seiner Erstrundenpartie gegen Radek Štěpánek eine Schulterverletzung, deretwegen er mehrere Wochen pausieren und unter anderem die French Open absagen musste. In Wimbledon erreichte Haas dann erstmals das Achtelfinale, musste die Begegnung gegen den Weltranglistenersten Roger Federer jedoch verletzungsbedingt absagen.
Bei den US Open wiederholte Haas sein Vorjahresergebnis. Er scheiterte wie 2006 im Viertelfinale, diesmal jedoch in drei Sätzen an Dawydenko.

### Das Jahr 2008
Das Jahr 2008 war für Haas erneut von Verletzungen geprägt, dennoch gelangen ihm ein paar gute Matches gegen Top-Spieler. So unterlag er in Wimbledon in der dritten Runde Andy Murray knapp in vier Sätzen und er schlug bei den US Open Richard Gasquet in einem Fünfsatzmatch in Runde eins. In der zweiten Runde kam für Haas gegen den luxemburgischen Qualifikanten Gilles Müller allerdings das überraschende Aus.

### Das Jahr 2009

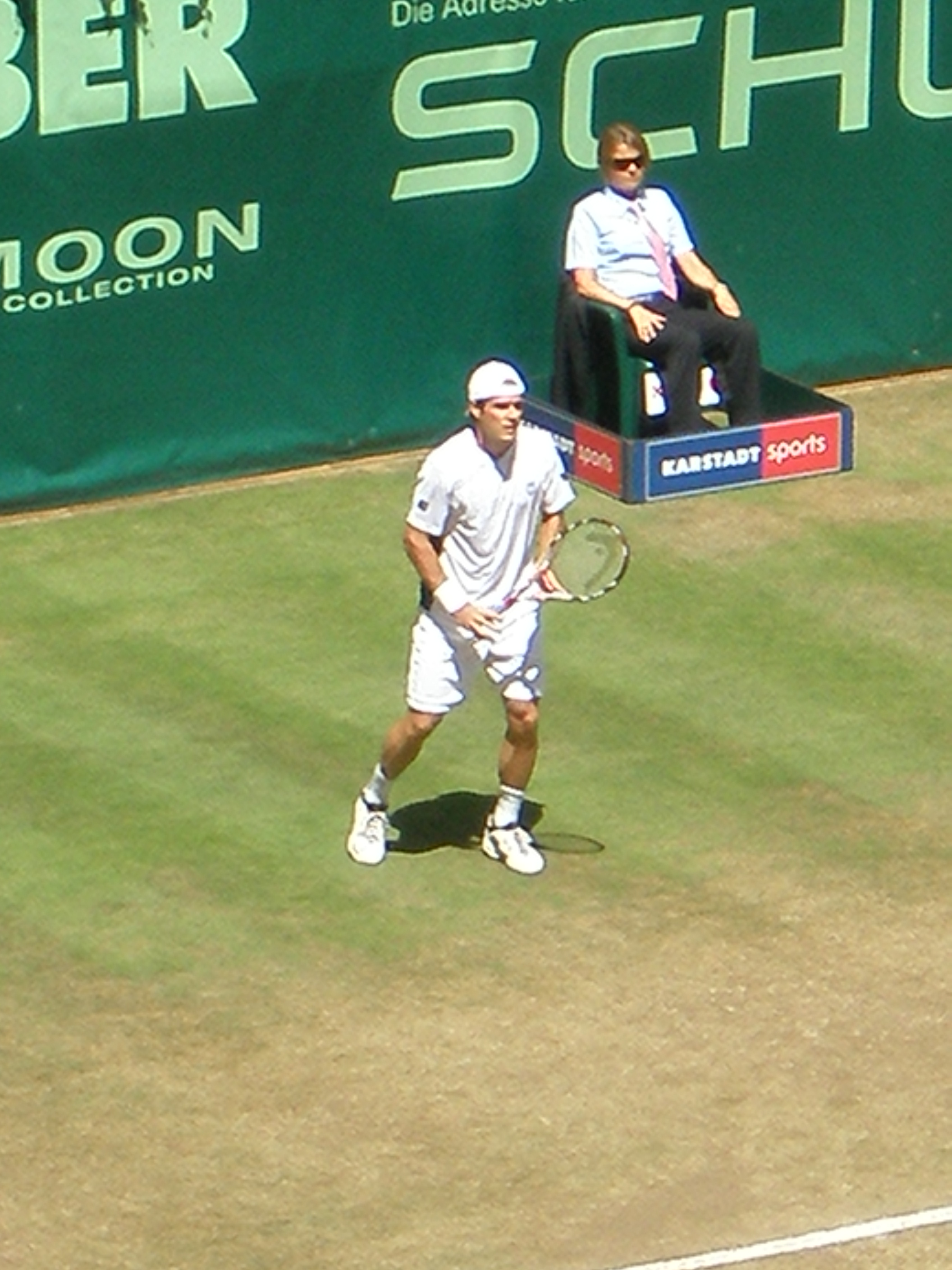
Tommy Haas im Halbfinale der Gerry Weber Open gegen Philipp Kohlschreiber, 2009

Das Jahr 2009 begann Haas bei den Australian Open. Nach zwei glatten Siegen über Eduardo Schwank und Flavio Cipolla forderte er in der dritten Runde Rafael Nadal, dem er mit 4:6, 2:6, 2:6 unterlag. Mitte Februar holte Haas seinen ersten ATP-Doppeltitel, als er im Finale des Turniers von San José mit seinem Doppelpartner Radek Štěpánek über das indisch-finnische Duo Rohan Bopanna und Jarkko Nieminen triumphierte.
Nach einigen eher mäßigen Turnieren erreichte Haas bei den French Open das Achtelfinale. Nach Siegen über Andrei Pavel, Leonardo Mayer und Jérémy Chardy kam es zum Aufeinandertreffen mit Roger Federer. Haas verlor nach einer 2:0-Satzführung die Partie noch mit 7:6, 7:5, 4:6, 0:6, 2:6. Mit dem Achtelfinale hatte Haas gleichzeitig sein bestes Resultat in Paris aus dem Jahr 2002 eingestellt. In Halle feierte Haas seinen ersten Turniersieg seit über zwei Jahren. In den ersten Runden besiegte er Stefan Koubek, Jo-Wilfried Tsonga und Mischa Zverev. Im Halbfinale kam es zum Duell mit Philipp Kohlschreiber, bei dem Haas am Ende mit 2:6, 7:6 und 7:6 gewann. Im Finale traf er auf Novak Đoković. Haas gewann am Ende mit 6:3, 6:7 und 6:1. Mit seinem ersten Turniersieg auf Rasen gehörte er nun zu dem Kreis von Spielern, die in ihrer Karriere auf allen Belägen ein Turnier gewannen. Nach dem ehemaligen Wimbledonsieger Michael Stich ist er der zweite Deutsche in dieser Reihe. Das folgende Wimbledon-Turnier wurde für Haas dann zu seinem erfolgreichsten. Nach einem mühsamen Erstrundensieg über Alexander Peya und einer verletzungsbedingten Aufgabe seines Gegners Michaël Llodra in Runde zwei kam es zum Duell mit dem an Nummer 11 gesetzten Marin Čilić. Beide Spieler mussten jeweils Matchbälle abwehren, ehe das Spiel im fünften Satz wegen Dunkelheit abgebrochen werden musste. Am folgenden Tag machte Haas dann nach über vier Stunden Spielzeit alles klar und schlug den Kroaten mit 7:5, 7:5, 1:6, 6:7, 10:8. Im anschließenden Achtelfinale bezwang er Igor Andrejew mit 7:6, 6:4, 6:4. Im Viertelfinale kam es zu einer Neuauflage des Finales von Halle, der Gegner war Novak Đoković. Haas gelang es ein weiteres Mal, die damalige Nummer vier der Welt zu bezwingen. Er rang den Serben mit 7:5, 7:6, 4:6, 6:3 nieder. Im Halbfinale ergab sich dann die Gelegenheit, sich für die Achtelfinalniederlage bei den French Open zu revanchieren. Gegen den späteren Turniersieger Roger Federer hatte der Deutsche jedoch kaum eine Chance und verlor in drei Sätzen (6:7, 5:7, 3:6). Durch den Halbfinaleinzug war Haas aber wieder zurück in den Top 20.
Nach einer dreiwöchigen Turnierpause spielte er in Los Angeles das erste Hartplatzturnier zur Vorbereitung auf die US Open. Auf dem Weg ins Halbfinale schlug er Jesse Levine mit 6:1, 6:3 und Marat Safin 7:6, 6:2. Dort unterlag er jedoch zum zweiten Mal in seiner Karriere dem späteren Turniersieger Sam Querrey mit 3:6, 5:7.

### Das Jahr 2010
Das Jahr 2010 begann Haas bei den Australian Open. An Nummer 18 gesetzt rechnete sich Haas nach einigen Verletzungen Ende 2009 einiges aus. Er startete mit einem Erstrundensieg gegen seinen Landsmann Simon Greul, den er nach Verlust des ersten Satzes noch klar bezwingen konnte. In der zweiten Runde wartete der Serbe Janko Tipsarević. Nach über drei Stunden besiegelte Haas den Einzug in die dritte Runde mit einem hart umkämpften Fünfsatzsieg. So traf er in Runde drei auf den an Nummer 10 gesetzten Franzosen Jo-Wilfried Tsonga, den er bei seinem Turniersieg in Halle 2009 bezwingen konnte. Leicht behindert durch eine Rückenverletzung konnte Haas Tsonga nicht besiegen, obwohl er im vierten Satz zum Satzgewinn aufschlagen konnte; er verlor schließlich mit 4:6, 6:3, 1:6, 5:7.

### Das Jahr 2011
Nach über einem Jahr Verletzungspause spielte Haas bei den BMW Open in München im Doppel an der Seite von Radek Štěpánek. Die beiden verloren ihr erstes Match knapp in drei Sätzen. Einige Wochen später startete Haas mit einer Wildcard bei den French Open erstmals wieder im Einzel. Er unterlag in Runde eins dem Türken Marsel İlhan, Nummer 123 der Weltrangliste, in vier Sätzen. Kurz darauf schied der Hamburger auch im Doppel in der Auftaktrunde aus, er verlor mit Philipp Petzschner gegen die beiden Inder Mahesh Bhupathi und Leander Paes (6:2, 3:6, 2:6). Auch sein anschließender Auftritt beim Rasenturnier in Halle, das er 2009 gewann, war nicht von Erfolg gekrönt. Er unterlag in der ersten Runde dem Italiener Andreas Seppi (2:6, 7:66, 3:6). Auch in Wimbledon kam Haas nicht über die erste Runde heraus. Den lang ersehnten Sieg feierte er dann in Newport gegen seinen Landsmann Michael Berrer, doch in Runde zwei war bereits wieder Schluss. Bei den US Open schied Haas in der dritten Runde gegen Juan Mónaco aus.

### Das Jahr 2012
Im Jahr 2012 zeigte er wieder unerwartet gute Leistungen. So kam er beim ATP-Turnier in München ins Halbfinale und erreichte bei den French Open nach überstandener Qualifikation die dritte Runde.
Bei den Gerry Weber Open in Halle/Westfalen schlug er nacheinander den Top–10–Spieler Tomáš Berdych, Philipp Kohlschreiber und im Finale den Rekordsieger von Halle und Weltranglistendritten Roger Federer in zwei Sätzen. Der Turniersieg verhalf ihm in der Weltrangliste von Platz 87 auf Platz 49. In der ersten Runde von Wimbledon traf Haas eine Woche später erneut auf Kohlschreiber, dem er dort jedoch in einem Fünfsatzmatch unterlag.
Durch den Erfolg in Halle machte sich Haas Hoffnungen auf eine Nominierung für die Olympischen Spiele in London. Zwar hatte er die Qualifikationskriterien zunächst verpasst, allerdings hätte er noch durch eine Wildcard der ITF ins Starterfeld rutschen können. Voraussetzung wäre eine Nominierung von Haas durch den Deutschen Tennis Bund und den Deutschen Olympischen Sportbund (DOSB) gewesen. Während der DTB Haas nach dem Turniersieg in Halle tatsächlich nominierte, sah der DOSB von einer Nominierung ab. Als Begründung gab dieser an, Haas habe keine von der ITF geforderten Qualifikationskriterien erfüllt. Haas zeigte sich von der Entscheidung enttäuscht und kritisierte den DOSB für seine Entscheidung scharf. Auch der ehemalige Profispieler Michael Stich missbilligte das Verhalten des DOSB. Es wären für Haas die dritten Olympischen Spiele gewesen.
Im Juli kämpfte sich Haas nach Siegen unter anderem gegen Gilles Simon und Marin Čilić erstmals ins Finale des Tennis-Turniers in seiner Heimatstadt Hamburg vor. Dort unterlag er allerdings knapp dem Argentinier Juan Mónaco. Trotzdem bedeutete der Finaleinzug für Haas einen Sprung in der Weltrangliste; er wurde wieder unter den Top 40 der Welt geführt. Nur zwei Wochen später zog Haas auch in Washington ins Finale ein. Im Halbfinale bezwang er dabei den topgesetzten Mardy Fish klar in zwei Sätzen. Im anschließenden Endspiel traf er erstmals in seiner Karriere auf den Ukrainer Oleksandr Dolhopolow, dem er nach Satzführung noch unterlag. Dennoch konnte Haas durch den Erfolg bis auf Weltranglistenposition 25 vorrücken.
Von 2012 bis 2013 spielte Haas beim TK Grün-Weiss Mannheim in der Bundesliga-Mannschaft, wo er eine Bilanz von 3:3 hatte.

### Das Jahr 2013
Im Jahr 2013 konnte Haas an seine Leistungen vom Vorjahr anknüpfen. Bei den Australian Open scheiterte er zwar noch in der ersten Runde, in San José erreichte er dagegen das Finale, in dem er dem Kanadier Milos Raonic unterlag. Dadurch konnte Haas wieder in die Top 20 vorrücken und den bis dahin besten Deutschen Philipp Kohlschreiber überholen. In Delray Beach erreichte Haas das Halbfinale, wo er an Ernests Gulbis scheiterte. Beim Masters in Indian Wells musste er sich im Achtelfinale Juan Martín del Potro geschlagen geben. Haas konnte bei den Sony Open Tennis an seine guten Leistungen anknüpfen. Nachdem er in der dritten Runde den Weltranglistenersten Novak Đoković geschlagen hatte, wurde er erst im Halbfinale von David Ferrer in drei Sätzen geschlagen. Beim ATP-Turnier in München gewann er das Finale gegen Titelverteidiger Kohlschreiber mit 6:3, 7:6 (7:3) und rückte auf Rang 13 der Weltrangliste vor. In Madrid schied er in einem engen Match 5:7, 6:4, 4:6 gegen den Weltranglistenvierten David Ferrer im Achtelfinale aus, nachdem er im entscheidenden dritten Satz bereits mit einem Break in Führung gelegen hatte. Kurzfristig meldete Haas für die Erstaustragung des Power Horse Cups in Düsseldorf, musste sein Viertelfinalmatch aber krankheitsbedingt absagen.
Bei den French Open erreichte Haas an Position 12 gesetzt das Viertelfinale, womit er nun bei allen Grand-Slam-Turnieren die Runde der letzten Acht erreicht hat – als dritter deutsche Tennisspieler nach Boris Becker und Michael Stich. Bei den Gerry Weber Open in Halle schied er als Titelverteidiger im Halbfinale mit 6:3, 3:6, 4:6 gegen den späteren Turniersieger Roger Federer aus. In Wimbledon unterlag er nach Siegen gegen Dmitri Tursunow, Wang Yeu-tzuoo und Feliciano López dem Weltranglistenersten Novak Đoković im Achtelfinale 1:6, 4:6, 6:7 (4:7).
Nachdem Haas bei den US Open Paul-Henri Mathieu und Lu Yen-hsun ohne Satzverlust besiegt hatte, scheiterte er in der dritten Runde an Michail Juschny. Die Erste Bank Open in Wien gewann Haas gegen Robin Haase im Endspiel mit 6:3, 4:6, 6:4, es war sein 15. Titel.

### Das Jahr 2014
Bei den Australian Open musste Haas gegen Guillermo García López verletzungsbedingt in der ersten Runde aufgeben. In Zagreb unterlag er erst im Finale Marin Čilić. Im Halbfinale von São Paulo zwang ihn seine lädierte Schulter erneut zur Aufgabe. Beim Masters Turnier in Indian Wells schied er im Achtelfinale gegen Federer aus.
An seinem 36. Geburtstag stieg Haas mit Rang 17 in den Kreis derer auf, die mit 36 Jahren eine Top-20-Platzierung erreicht hatten. Dazu gehörten die Tennis-Legenden Rod Laver, Jimmy Connors, Roy Emerson, Arthur Ashe, Ken Rosewall und Andre Agassi.
Bei den French Open zwang ihn seine angeschlagene Schulter, die in der Vergangenheit mehrfach operiert wurde, in der ersten Runde gegen Jürgen Zopp zur Aufgabe. Beim anschließenden Rasenturnier von Halle musste er seine Teilnahme einen Tag vor seinem ersten Spiel absagen. Am 16. Juni wurde bekannt, dass sich Haas aufgrund seiner Schulterverletzung einer Operation unterziehen würde, wodurch er für den Rest der ATP World Tour 2014 ausfiel. Dennoch kündigte er ein mögliches Comeback für die Saison 2015 an. Zum Zeitpunkt der Operation lag er auf dem 20. Platz der Weltrangliste.

### Die Jahre 2015–2018
Am 8. Juni 2015 absolvierte Haas sein erstes Profiturnier nach fast einem Jahr Verletzungspause beim MercedesCup 2015. Sein Erstrundenmatch gewann er gegen Michail Kukuschkin in zwei Sätzen, ehe er gegen Bernard Tomic in zwei Sätzen ausschied. Bei allen weiteren Turnieren des Jahres schied er stets spätestens in der zweiten Runde aus. In Wimbledon besiegte er Dušan Lajović und verlor in der zweiten Runde gegen Milos Raonic in vier Sätzen. Bei den US Open scheiterte er an Fernando Verdasco in einem umkämpften Fünf-Satz-Match (6:3, 1:6, 7:63, 3:6, 1:6). Seit den Erste Bank Open in Wien im Oktober 2015, wo er Jo-Wilfried Tsonga in der Auftaktrunde unterlag, spielte Haas wegen einer Fußverletzung kein Match mehr.
Nachdem Haas im Jahr 2016 kein Turnier bestritten hatte, gab er bei den Australian Open 2017 sein Comeback. Er musste jedoch in Runde eins die Partie gegen Benoît Paire vorzeitig aufgeben. Wenige Tage vor Beginn des Turniers kündigte Haas an, dass er im Jahr 2017 seine letzte Saison spielen wird. Sein letztes Spiel der Saison 2017 bestritt Haas schließlich beim Turnier in Kitzbühel gegen Jan-Lennard Struff (3:6, 6:7). Nachdem er bei den US Open 2017 nicht für eine Wildcard berücksichtigt wurde und auf den Start beim Turnier in Wien verzichtete, ließ er von seinem Management sein (vermeintliches) Karriereende bekanntgeben, welches jedoch bis Ende 2017 nicht offiziell bestätigt wurde.
Zu Beginn der Australian Open 2018 trat Haas als Berater des Tennisprofis Lucas Pouille in Erscheinung und äußerte sich hinsichtlich seines Karriereendes als Spieler zurückhaltend. Eine Rückkehr auf die Tour wollte er zu diesem Zeitpunkt nicht ausschließen. Am 12. Februar 2018 wurde weitgehend sein endgültiges Karriereende angenommen wegen eines Interviews, das er einer kalifornischen Zeitung gab. Am 15. März 2018 gab er dann bei den Masters in Indian Wells seinen offiziellen Rücktritt bekannt.

## Turnierdirektor
Tommy Haas wurde am Rande der French Open 2016 als neuer Turnierdirektor des Indian Wells Masters bekannt gegeben.

## Privates
Bei der ATP wird er nur als Tommy Haas geführt. Diesen Namen trägt er auch in seinem Freundes- und Familienkreis.
Von Dezember 2006 bis 2024 war er mit der US-amerikanischen Schauspielerin Sara Foster liiert. Im Dezember 2008 verlobte sich das Paar, eine Hochzeit folgte jedoch nicht. Im November 2010 kam ihre erste gemeinsame Tochter zur Welt, im November 2015 wurde ihre zweite Tochter geboren. Haas lebte mit seiner Familie in Los Angeles. 2024 trennte sich das Paar.
Frühere Beziehungen hatte er u. a. mit Sandy Meyer-Wölden und Giulia Siegel.
Seit dem 27. Januar 2010 besitzt Tommy Haas neben der deutschen auch die US-amerikanische Staatsbürgerschaft.

## Erfolge

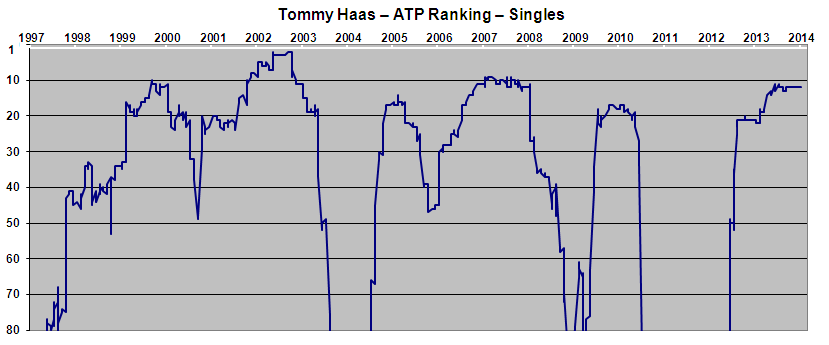
Platzierungen in der ATP-Weltrangliste (Einzel)

| Legende                                              |
| Grand Slam                                           |
| Olympische Spiele                                    |
| ATP World Tour Finals                                |
| ATP Masters Series ATP World Tour Masters 1000 (1)   |
| ATP International Series Gold ATP World Tour 500 (4) |
| ATP International Series ATP World Tour 250 (10)     |

| Siege nach Belag |
| Hartplatz (11)   |
| Rasen (2)        |
| Sand (2)         |

### Einzel

#### Turniersiege
| Nr. | Datum            | Turnier         | Belag         | Finalgegner           | Ergebnis       |
| --- | ---------------- | --------------- | ------------- | --------------------- | -------------- |
| 1.  | 21. Februar 1999 | Memphis (1)     | Hartplatz     | Jim Courier           | 6:4, 6:1       |
| 2.  | 7. Januar 2001   | Adelaide        | Hartplatz     | Nicolás Massú         | 6:3, 6:1       |
| 3.  | 26. August 2001  | Long Island     | Hartplatz     | Pete Sampras          | 6:3, 3:6, 6:2  |
| 4.  | 14. Oktober 2001 | Wien (1)        | Hartplatz (i) | Guillermo Cañas       | 6:2, 7:66, 6:4 |
| 5.  | 21. Oktober 2001 | Stuttgart       | Hartplatz (i) | Maks Mirny            | 6:2, 6:2, 6:2  |
| 6.  | 18. April 2004   | Houston         | Sand          | Andy Roddick          | 6:3, 6:4       |
| 7.  | 18. Juli 2004    | Los Angeles (1) | Hartplatz     | Nicolas Kiefer        | 7:66, 6:4      |
| 8.  | 5. Februar 2006  | Delray Beach    | Hartplatz     | Xavier Malisse        | 6:3, 3:6, 7:65 |
| 9.  | 26. Februar 2006 | Memphis (2)     | Hartplatz     | Robin Söderling       | 6:3, 6:2       |
| 10. | 30. Juli 2006    | Los Angeles (2) | Hartplatz     | Dmitri Tursunow       | 4:6, 7:5, 6:3  |
| 11. | 25. Februar 2007 | Memphis (3)     | Hartplatz     | Andy Roddick          | 6:3, 6:2       |
| 12. | 14. Juni 2009    | Halle (1)       | Rasen         | Novak Đoković         | 6:3, 6:74, 6:1 |
| 13. | 17. Juni 2012    | Halle (2)       | Rasen         | Roger Federer         | 7:65, 6:4      |
| 14. | 5. Mai 2013      | München         | Sand          | Philipp Kohlschreiber | 6:3, 7:63      |
| 15. | 20. Oktober 2013 | Wien (2)        | Hartplatz (i) | Robin Haase           | 6:3, 4:6, 6:4  |

#### Finalteilnahmen
| Nr. | Datum            | Turnier          | Belag         | Finalgegner          | Ergebnis                  |
| --- | ---------------- | ---------------- | ------------- | -------------------- | ------------------------- |
| 1.  | 13. Oktober 1997 | Lyon (1)         | Hartplatz (i) | Fabrice Santoro      | 4:6, 4:6                  |
| 2.  | 19. Oktober 1998 | Lyon (2)         | Hartplatz (i) | Àlex Corretja        | 6:2, 6:76, 1:6            |
| 3.  | 11. Januar 1999  | Auckland         | Hartplatz     | Sjeng Schalken       | 4:6, 4:6                  |
| 4.  | 19. Juli 1999    | Stuttgart        | Sand          | Magnus Norman        | 7:66, 6:4, 6:77, 0:6, 3:6 |
| 5.  | 3. Oktober 1999  | München          | Hartplatz (i) | Greg Rusedski        | 2:6, 4:6, 7:65, 6:75      |
| 6.  | 1. Mai 2000      | München          | Sand          | Franco Squillari     | 4:6, 4:6                  |
| 7.  | 2. Oktober 2000  | Sydney           | Hartplatz     | Jewgeni Kafelnikow   | 6:74, 6:3, 2:6, 6:4, 3:6  |
| 8.  | 9. Oktober 2000  | Wien             | Hartplatz (i) | Tim Henman           | 4:6, 4:6, 4:6             |
| 9.  | 6. Mai 2002      | Rom              | Sand          | Andre Agassi         | 3:6, 3:6, 0:6             |
| 10. | 22. Juli 2012    | Hamburg          | Sand          | Juan Mónaco          | 5:7, 4:6                  |
| 11. | 5. August 2012   | Washington, D.C. | Hartplatz     | Oleksandr Dolhopolow | 7:67, 4:6, 1:6            |
| 12. | 17. Februar 2013 | San José         | Hartplatz (i) | Milos Raonic         | 4:6, 3:6                  |
| 13. | 9. Februar 2014  | Zagreb           | Hartplatz (i) | Marin Čilić          | 3:6, 4:6                  |

### Doppel

#### Turniersiege
| Nr. | Datum            | Turnier  | Belag     | Partner        | Finalgegner                   | Ergebnis |
| --- | ---------------- | -------- | --------- | -------------- | ----------------------------- | -------- |
| 1.  | 15. Februar 2009 | San José | Hartplatz | Radek Štěpánek | Rohan Bopanna Jarkko Nieminen | 6:2, 6:3 |

## Statistik

### Einzel
| Turnier                      | 2017              | 2016              | 2015              | 2014              | 2013              | 2012              | 2011              | 2010              | 2009              | 2008              | 2007              | 2006              | 2005              | 2004              | 2003              | 2002              | 2001              | 2000              | 1999              | 1998              | 1997              | 1996              | Gesamt  |
| ---------------------------- | ----------------- | ----------------- | ----------------- | ----------------- | ----------------- | ----------------- | ----------------- | ----------------- | ----------------- | ----------------- | ----------------- | ----------------- | ----------------- | ----------------- | ----------------- | ----------------- | ----------------- | ----------------- | ----------------- | ----------------- | ----------------- | ----------------- | ------- |
| Australian Open              | 1R                | –                 | –                 | 1R                | 1R                | 2R                | –                 | 3R                | 3R                | –                 | HF                | AF                | 2R                | –                 | –                 | HF                | 2R                | 2R                | HF                | 1R                | –                 | –                 | HF      |
| French Open                  | –                 | –                 | –                 | 1R                | VF                | 3R                | 1R                | –                 | AF                | –                 | –                 | 3R                | 3R                | 1R                | –                 | AF                | 2R                | 3R                | 3R                | 1R                | –                 | –                 | VF      |
| Wimbledon                    | 1R                | –                 | 2R                | –                 | AF                | 1R                | 1R                | –                 | HF                | 3R                | AF                | 3R                | 1R                | 2R                | –                 | –                 | 1R                | 3R                | 3R                | 3R                | 2R                | –                 | HF      |
| US Open                      | –                 | –                 | 1R                | –                 | 3R                | 1R                | 3R                | –                 | 3R                | 2R                | VF                | VF                | 3R                | VF                | –                 | AF                | AF                | 2R                | AF                | 2R                | 3R                | 1R                | VF      |
| ATP Finals                   | –                 | –                 | –                 | –                 | –                 | –                 | –                 | –                 | –                 | –                 | –                 | –                 | –                 | –                 | –                 | –                 | –                 | –                 | –                 | –                 | –                 | –                 | –       |
| Indian Wells Masters         | –                 | –                 | –                 | AF                | AF                | 2R                | –                 | –                 | 3R                | VF                | VF                | AF                | 2R                | AF                | –                 | 2R                | 2R                | AF                | 1R                | AF                | –                 | –                 | VF      |
| Miami Masters                | 1R                | –                 | –                 | –                 | HF                | 2R                | –                 | –                 | 1R                | –                 | 2R                | 3R                | 3R                | 1R                | –                 | 3R                | AF                | 2R                | 2R                | 2R                | 3R                | –                 | HF      |
| Monte Carlo Masters          | 2R                | –                 | –                 | –                 | –                 | –                 | –                 | –                 | –                 | 1R                | –                 | –                 | –                 | 2R                | –                 | VF                | AF                | 1R                | 2R                | –                 | –                 | –                 | VF      |
| Madrid Masters               | 1R                | –                 | –                 | 1R                | AF                | –                 | –                 | –                 | 2R                | –                 | 2R                | AF                | 2R                | AF                | –                 | 2R                | nicht ausgetragen | nicht ausgetragen | nicht ausgetragen | nicht ausgetragen | nicht ausgetragen | nicht ausgetragen | S       |
| Rom Masters                  | 2R                | –                 | –                 | VF                | 1R                | –                 | –                 | –                 | –                 | –                 | 1R                | 1R                | 1R                | 1R                | –                 | F                 | 2R                | 1R                | –                 | AF                | 2R                | –                 | F       |
| Hamburg Masters1             | nicht ausgetragen | nicht ausgetragen | nicht ausgetragen | nicht ausgetragen | nicht ausgetragen | nicht ausgetragen | nicht ausgetragen | nicht ausgetragen | nicht ausgetragen | –                 | –                 | 1R                | 1R                | 2R                | –                 | 2R                | 2R                | 1R                | VF                | 2R                | HF                | –                 | HF      |
| Kanada Masters               | –                 | –                 | –                 | –                 | 2R                | VF                | –                 | –                 | 2R                | 2R                | AF                | 2R                | –                 | 1R                | –                 | HF                | HF                | –                 | AF                | AF                | 2R                | –                 | HF      |
| Cincinnati Masters           | –                 | –                 | –                 | –                 | AF                | 2R                | 1R                | –                 | 1R                | AF                | 1R                | AF                | 1R                | VF                | –                 | 1R                | 2R                | –                 | AF                | AF                | 2R                | –                 | VF      |
| Shanghai Masters             | –                 | –                 | 1R                | –                 | AF                | VF                | –                 | –                 | 2R                | nicht ausgetragen | nicht ausgetragen | nicht ausgetragen | nicht ausgetragen | nicht ausgetragen | nicht ausgetragen | nicht ausgetragen | nicht ausgetragen | nicht ausgetragen | nicht ausgetragen | nicht ausgetragen | nicht ausgetragen | nicht ausgetragen | VF      |
| Stuttgart Masters3           | nicht ausgetragen | nicht ausgetragen | nicht ausgetragen | nicht ausgetragen | nicht ausgetragen | nicht ausgetragen | nicht ausgetragen | nicht ausgetragen | nicht ausgetragen | nicht ausgetragen | nicht ausgetragen | nicht ausgetragen | nicht ausgetragen | nicht ausgetragen | nicht ausgetragen | nicht ausgetragen | –                 | –                 | –                 | –                 | –                 | –                 | 0       |
| Paris Masters                | –                 | –                 | –                 | –                 | 2R                | –                 | –                 | –                 | 2R                | –                 | AF                | HF                | AF                | AF                | –                 | AF                | HF                | 2R                | VF                | AF                | –                 | –                 | HF      |
| Olympische Spiele            | n. a.             | –                 | nicht ausgetragen | nicht ausgetragen | nicht ausgetragen | –                 | nicht ausgetragen | nicht ausgetragen | nicht ausgetragen | –                 | nicht ausgetragen | nicht ausgetragen | nicht ausgetragen | 2R                | nicht ausgetragen | nicht ausgetragen | nicht ausgetragen | F                 | nicht ausgetragen | nicht ausgetragen | nicht ausgetragen | –                 | F       |
| Davis Cup                    | –                 | –                 | –                 | VF                | –                 | 1R                | –                 | –                 | –                 | –                 | HF                | 1R                | PO                | PO                | –                 | 1R                | VF                | VF                | 1R                | VF                | –                 | –                 | HF      |
| Turnierteilnahmen4           | 14                | 0                 | 9                 | 11                | 26                | 19                | 12                | 4                 | 19                | 15                | 18                | 22                | 21                | 21                | 0                 | 22                | 25                | 21                | 24                | 26                | 17                | 3                 | 349     |
| Erreichte Finals             | 0                 | 0                 | 0                 | 1                 | 3                 | 3                 | 0                 | 0                 | 1                 | 0                 | 1                 | 3                 | 0                 | 2                 | 0                 | 1                 | 4                 | 3                 | 4                 | 1                 | 1                 | 0                 | 28      |
| Gewonnene Einzel-Titel       | 0                 | 0                 | 0                 | 0                 | 2                 | 1                 | 0                 | 0                 | 1                 | 0                 | 1                 | 3                 | 0                 | 2                 | 0                 | 0                 | 4                 | 0                 | 1                 | 0                 | 0                 | 0                 | 15      |
| Hartplatz-Siege/-Niederlagen | 0:3               | 0:0               | 0:5               | 7:6               | 28:14             | 16:11             | 6:8               | 3:4               | 15:13             | 15:10             | 33:13             | 35:11             | 16:13             | 25:12             | 0:0               | 26:13             | 41:11             | 18:9              | 22:11             | 20:14             | 10:8              | 3:2               | 339:190 |
| Sand-Siege/-Niederlagen      | 4:8               | 0:0               | 0:0               | 7:5               | 14:5              | 10:4              | 0:1               | 0:0               | 6:3               | 0:2               | 3:4               | 5:6               | 11:7              | 8:7               | 0:0               | 18:7              | 7:6               | 14:8              | 13:8              | 10:6              | 5:3               | 0:0               | 135:91  |
| Rasen-Siege/-Niederlagen     | 2:3               | 0:0               | 2:4               | 0:0               | 5:2               | 5:1               | 1:3               | 0:0               | 10:1              | 3:2               | 3:0               | 5:2               | 3:2               | 3:2               | 0:0               | 0:0               | 1:2               | 2:2               | 7:3               | 3:2               | 2:2               | 0:0               | 57:33   |
| Teppich-Siege/-Niederlagen   | nicht genutzt     | nicht genutzt     | nicht genutzt     | nicht genutzt     | nicht genutzt     | nicht genutzt     | nicht genutzt     | nicht genutzt     | nicht genutzt     | 0:0               | 0:0               | 4:2               | 3:2               | 1:1               | 0:0               | 1:1               | 8:2               | 2:3               | 5:4               | 8:4               | 5:4               | 1:1               | 38:24   |
| Gesamt-Siege/-Niederlagen4   | 6:14              | 0:0               | 2:9               | 14:11             | 47:21             | 31:16             | 7:12              | 0:0               | 31:17             | 18:14             | 39:17             | 49:21             | 33:24             | 37:22             | 0:0               | 45:21             | 57:21             | 36:22             | 47:26             | 41:26             | 22:17             | 4:3               | 569:338 |
| Jahresendposition            | 250               | –                 | 470               | 77                | 12                | 21                | 205               | 372               | 18                | 82                | 12                | 11                | 45                | 17                | –                 | 11                | 8                 | 23                | 11                | 34                | 45                | 170               | N/A     |

Zeichenerklärung: S = Turniersieg; F, HF, VF, AF = Einzug ins Finale / Halbfinale / Viertelfinale / Achtelfinale; 1R, 2R, 3R = Ausscheiden in der 1. / 2. / 3. Hauptrunde; RR = Round Robin (Gruppenphase);
PO = Playoff (Auf- und Abstiegsrunde in der Davis-Cup-Weltgruppe); n. a. = Turnier wurde in dem Jahr nicht ausgetragen
1 Das Turnier von Hamburg ist seit 2009 nicht mehr Teil der Masters-Serie.

2 Das Turnier von Stockholm fand nur von 1990 bis 1995 als Masters-Turnier statt

3 Das Turnier von Stuttgart fand 1995 einmal in Essen statt und war davor nicht Teil der Masters-Serie

4 Hier gelten nur – wie auch bei bei Finalteilnahmen und gewonnenen Titeln – Turniere der ATP Tour sowie die vier Grand-Slam-Turniere und die ATP Finals; d. h. keine Challenger- und Future-Turniere oder Mannschaftswettbewerbe (Davis Cup oder World Team Cup).
4 Letztere zählen jedoch in den Sieg/Niederlagen-Statistiken rein. Kurzfristige Rücktritte vom Match zählen weder zu den Turnierteilnahmen (wenn in der ersten Runde) noch zur Siegesbilanz.

### Doppel
| Turnier1                   | 2017 | 2016 | 2015 | 2014 | 2013  | 2012 | 2011 | 2010 | 2009 | 2008 | 2007 | 2006 | 2005 | 2004 | 2003 | 2002 | 2001  | 2000 | 1999 | 1998 | 1997 | 1996 | Gesamt |
| -------------------------- | ---- | ---- | ---- | ---- | ----- | ---- | ---- | ---- | ---- | ---- | ---- | ---- | ---- | ---- | ---- | ---- | ----- | ---- | ---- | ---- | ---- | ---- | ------ |
| Australian Open            | –    | –    | –    | –    | –     | –    | –    | –    | –    | –    | –    | –    | –    | –    | –    | –    | –     | –    | –    | –    | –    | –    | –      |
| French Open                | –    | –    | –    | –    | –     | –    | 1R   | –    | –    | –    | –    | –    | –    | –    | –    | –    | –     | –    | –    | –    | –    | –    | 1R     |
| Wimbledon                  | –    | –    | –    | –    | –     | –    | –    | –    | –    | –    | –    | –    | –    | –    | –    | –    | –     | –    | –    | –    | –    | –    | –      |
| US Open                    | –    | –    | AF   | –    | –     | –    | –    | –    | –    | –    | –    | –    | 1R   | –    | –    | –    | –     | –    | –    | –    | –    | –    | AF     |
| Gewonnene Doppel-Titel     | 0    | 0    | 0    | 0    | 0     | 0    | 0    | 0    | 1    | 0    | 0    | 0    | 0    | 0    | 0    | 0    | 0     | 0    | 0    | 0    | 0    | 0    | 1      |
| Gesamt-Siege/-Niederlagen2 | 4:6  | 0:0  | 2:1  | 3:2  | 10:12 | 2:5  | 3:3  | 1:0  | 7:2  | 1:1  | 0:1  | 1:3  | 7:3  | 5:5  | 0:0  | 0:7  | 12:11 | 5:5  | 2:3  | 5:9  | 4:6  | 0:1  | 74:86  |
| Jahresendposition          | 264  | –    | 372  | 287  | 93    | 406  | 408  | –    | 130  | 677  | –    | 491  | 397  | 335  | –    | 729  | 132   | 696  | 689  | 213  | 290  | 973  | N/A    |